# Maiach
Maiach (nürnbergisch: Maia bzw. Maiach) ist ein Stadtteil der kreisfreien Stadt Nürnberg und bildet mit dem Gebiet des Staatshafens den statistischen Bezirk 47.

## Lage
Maiach liegt im Süden Nürnbergs und umfasst u. a. das komplette Hafengebiet. Es wird im Norden und Osten vom Main-Donau-Kanal, im Süden von der Wiener Straße und im Westen von der Bahnstrecke Treuchtlingen–Nürnberg begrenzt. Der heutige Nürnberger Hafen liegt auf dem Gebiet des früheren Nachbarortes Hinterhof, der wegen des Hafenbaus vollständig aufgelassen wurde.

## Straßen
- Donaustr.
- Illerstr.
- Ilzstr.
- Innstr.
- Isarstr.
- Lechstr.
- Mainstr.
- Regenstr.
- Rheinstr.

## Geschichte

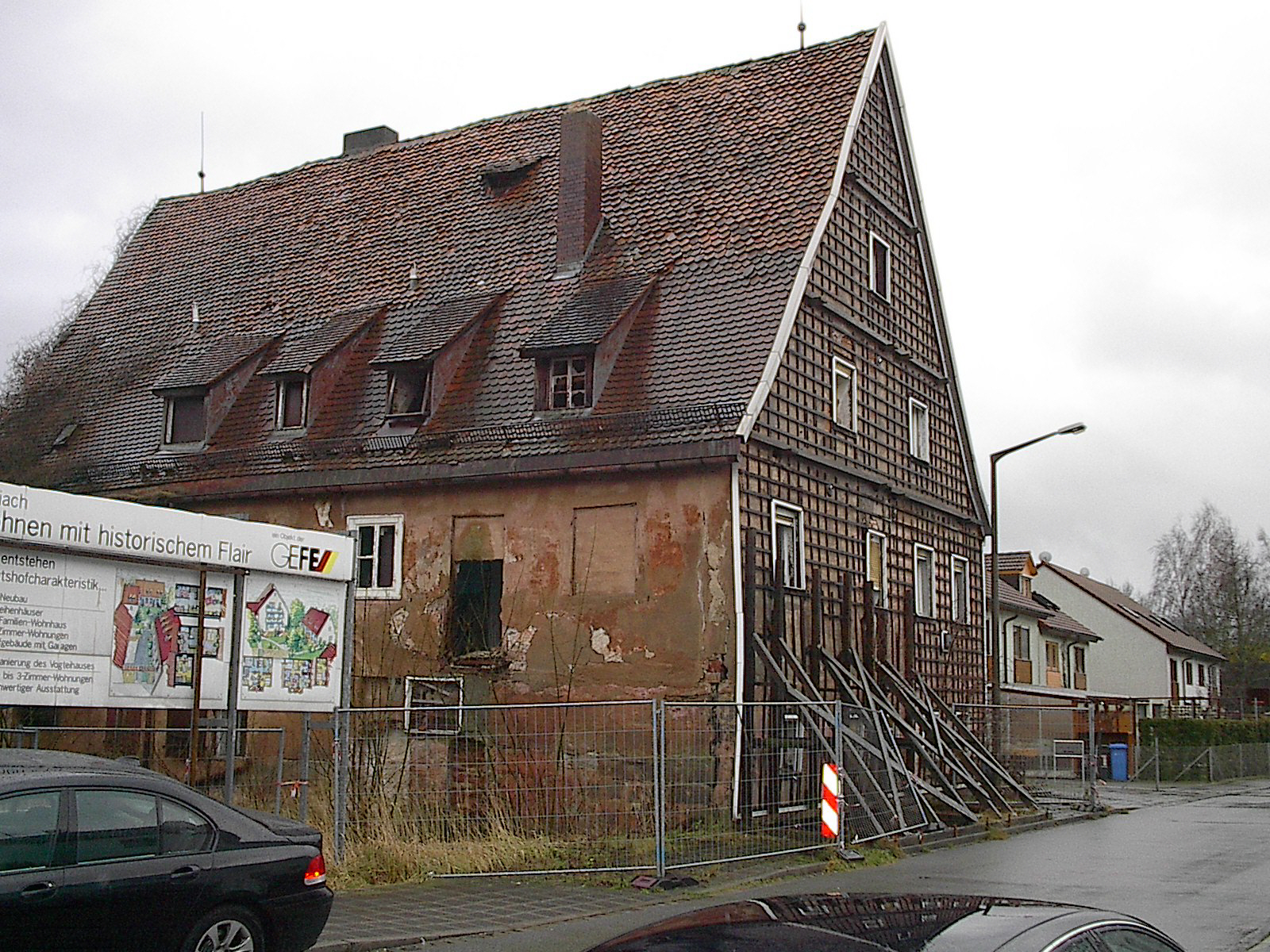
Vorderes Schloss (2007)

Der Ort wurde im Nürnberger Reichssalbüchlein, das ca. 1300 entstanden ist, als „Eyech“ erstmals schriftlich erwähnt. Dem Ortsnamen liegt das Appellativ mhd. eichach für ‚Eichenwald‘ zugrunde. Da das Toponym relativ häufig vorkommt, können eine Reihe von Belegen nicht sicher diesem Ort zugeordnet werden. 1388 findet sich erstmals die heutige Form.
Als so genanntes Zeidelmuttergut zählte es zu den Urzellen der Besiedlung im Nürnberger Reichswald. Nach dem Erwerb der beiden reichslehnbaren Wälder 1396 und 1427 durch die Reichsstadt Nürnberg dürften die früher vom königlichen Forstmeister vergebenen Reichslehen zu patrizischen Herrensitzen ausgebaut worden sein. Maiach kam 1416 an Hilpolt Kreß, um 1440 durch Heirat an die Pfinzing und 1490 durch weitere Erbschaft an Hans Gärtner am Markt, dessen Haus am Nürnberger Hauptmarkt stand. 1495 erwarb Hans IX. Tucher die Herrschaft. Der Sitz blieb von 1495 bis 1834 im Besitz der Tucher. Im Zweiten Markgrafenkrieg 1552 wurden Ort und Herrensitz niedergebrannt, ebenso im Dreißigjährigen Krieg 1632 durch marodierende kaiserliche Soldaten. 1681/82 wurde unmittelbar westlich der Ruine ein neues „Vorderes Schloß“ erbaut und (vor 1700) auf den Fundamenten des alten Weiherhauses das kleinere „Hintere Schloß“. Beide wurden im 19. Jahrhundert als Gastwirtschaften zu einem beliebten Nürnberger Ausflugsziel. Die beiden Schlösschen wurden im Zweiten Weltkrieg 1944 durch Brandbomben schwer beschädigt. Das hintere Herrenhaus wurde um 1956 in vereinfachter Form als eingeschossiges Gebäude mit kleinem Innenhof wieder in Stand gesetzt. Das vordere Schloss war lange verwahrlost, wurde aber inzwischen als Wohnhaus saniert und durch neue Reihenhäuser ergänzt.
Gegen Ende des 18. Jahrhunderts gab es in Maiach fünf Anwesen, darunter ein Schlossgut. Das Hochgericht übte das brandenburg-ansbachische Oberamt Schwabach aus, was aber von der Reichsstadt Nürnberg bestritten wurde. Grundherr der Anwesen waren die Nürnberger Eigenherren von Tucher. Es gab zu dieser Zeit sechs Untertansfamilien.
Von 1797 bis 1808 unterstand der Ort dem Justiz- und Kammeramt Schwabach. Im Rahmen des Gemeindeedikts wurde Maiach dem 1808 gebildeten Steuerdistrikt Eibach (I. Sektion) und der im selben Jahr gegründeten Ruralgemeinde Eibach zugeordnet. In der freiwilligen Gerichtsbarkeit unterstand der Ort bis 1835 dem Patrimonialgericht Lohe. Am 15. Juni 1922 wurde Maiach nach Nürnberg eingemeindet.
Der bereits 1926 geplante Hafen Nürnberg wurde 1968–72 gebaut und umfasst 337 Hektar mit mehr als 200 Unternehmen.

### Baudenkmäler
- Innstraße 43: Vorderes Schloss[12]
- Innstraße 47: Tucherschloss[12]

ehemaliges Baudenkmal
- Innstraße 36: Kleines eingeschossiges Wohnhaus, Sandstein, verputzt, bezeichnet „GS 1764“[13]

### Einwohnerentwicklung
| Jahr      | 001818 | 001836 | 001840 | 001861 | 001871 | 001885 | 001900 | 001910 |
| Einwohner | 45     | 37     | 45     | 85     | 74     | 102    | 120    | 116    |
| Häuser    | 9      | 8      | 8      |        |        | 13     | 10     |        |
| Quelle    | [ 15 ] | [ 16 ] | [ 17 ] | [ 18 ] | [ 19 ] | [ 20 ] | [ 21 ] | [ 22 ] |

## Religion
Maiach ist seit der Reformation evangelisch-lutherisch geprägt und bis heute nach St. Johannes Baptist (Eibach) gepfarrt. Die Einwohner römisch-katholischer Konfession gehören zur Pfarrei St. Walburga (Eibach).